# 안티오페 (신화)

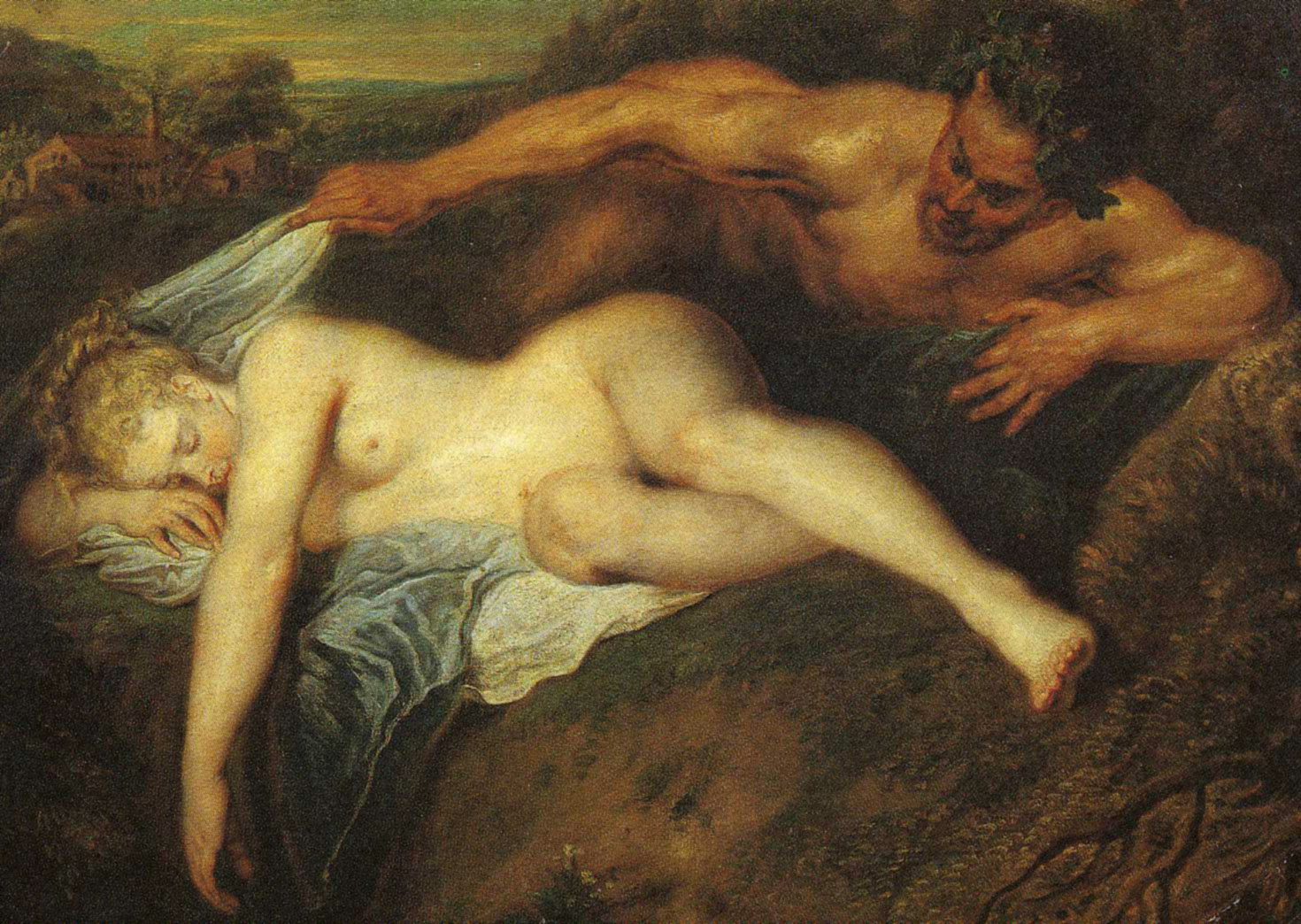

안티오페(Antiope)는 암피온과 제토스의 어머니이다. 사티로스의 모습으로 둔갑한 제우스와 관계를 맺은 뒤 아버지의 노여움이 두려워 도망쳤다. 시키온의 왕 에포페우스와 결혼하였으나 그녀의 백부인 리코스는 에포페우스를 살해하고 그녀를 테베로 데리고 가려고 하였다. 도중에 그녀는 쌍둥이 형제인 암피온과 제토스를 낳았다. 나중에 그녀는 자식들에 의해 구제되었다.